# Tęczki
Tęczki (prononciation : [ˈtɛnt͡ʂki]) est un village polonais de la gmina de Zbuczyn dans le powiat de Siedlce de la voïvodie de Mazovie dans le centre-est de la Pologne.
Il se situe à 14 kilomètres au sud-est de Zbuczyn (siège de la gmina), 28 kilomètres au sud-est de Siedlce (siège de le powiat) et à 113 kilomètres à l'est de Varsovie (capitale de la Pologne).
Le village comptait approximativement une population de 231 habitants en 2010.

## Histoire
De 1975 à 1998, le village appartenait administrativement à la voïvodie de Siedlce.

Depuis 1999, il appartient administrativement à la voïvodie de Mazovie